# Juan Izquierdo
Juan Izquierdo (Montevideo, 4 luglio 1997 – San Paolo, 27 agosto 2024) è stato un calciatore uruguaiano, di ruolo difensore.

## Biografia

### Caratteristiche tecniche
Fu un difensore centrale.

### Carriera
Cresciuto nel settore giovanile del Cerro, esordì in prima squadra il 20 febbraio 2018 disputando l'incontro di Coppa Sudamericana pareggiato 0-0 contro lo Sport Rosario.
Nel 2019 venne acquistato dal Peñarol.

### Morte
Juan Izquierdo morì a San Paolo durante un match per un arresto cardiorespiratorio il 27 agosto 2024 all'età di 27 anni. Al calciatore era stata riscontrata un'aritmia cardiaca.

## Statistiche
Statistiche aggiornate al 16 dicembre 2019.

### Presenze e reti nei club
| Stagione        | Squadra         | Campionato      | Campionato | Campionato | Coppe nazionali | Coppe nazionali | Coppe nazionali | Coppe continentali | Coppe continentali | Coppe continentali | Altre coppe | Altre coppe | Altre coppe | Totale | Totale | Totale |
| Stagione        | Squadra         | Comp            | Pres       | Reti       | Comp            | Pres            | Reti            | Comp               | Pres               | Reti               | Comp        | Pres        | Reti        | Pres   | Reti   |        |
| --------------- | --------------- | --------------- | ---------- | ---------- | --------------- | --------------- | --------------- | ------------------ | ------------------ | ------------------ | ----------- | ----------- | ----------- | ------ | ------ | ------ |
| 2018            | Cerro           | PD              | 28         | 1          |                 | -               | -               | CS                 | 4                  | 0                  |             | -           | -           | 32     | 1      |        |
| 2019            | Peñarol         | PD              | 5          | 0          |                 | -               | -               | CL+CS              | 0                  | 0                  |             | -           | -           | 5      | 0      |        |
| Totale carriera | Totale carriera | Totale carriera | 33         | 1          |                 | -               | -               |                    | 4                  | 0                  |             | -           | -           | 37     | 1      |        |